# Hans Rösch
Johann Rösch (* 24. Dezember 1914 in München; † nach 1964) war ein deutscher Bobfahrer.
Er begann in den 1930er Jahren seine Sportler-Karriere jedoch als Motorradrennfahrer und startete 1936 beim Feldbergrennen im Taunus. Zum 1. Mai 1933 war er der NSDAP beigetreten (Mitgliedsnummer 2.947.769). Nach dem Zweiten Weltkrieg kam er wiederum an diese Wirkungsstätte zurück, diesmal allerdings als Bobfahrer. Hans Rösch wurde 1956 auf einer heute nicht mehr existierenden Bobbahn zwischen dem Großen Feldberg und Oberreifenberg mit der Mannschaft Sylvester Wackerle, Alfred Hammer und J. Hummerl Deutscher Viererbobmeister.
1958 in Garmisch-Partenkirchen wurde er Weltmeister im Viererbob und erhielt dafür mit seiner Mannschaft (Walter Haller, Alfred Hammer und Theo Bauer) vom Bundespräsidenten am 12. September 1959 das Silberne Lorbeerblatt.

## Erfolge
Deutsche Meisterschaften
- 1955:

Zweierbob: 1. Hans Rösch / Hans „Dix“ Terne
Viererbob: 1. Rösch / Terne / Michael Pössinger / Max Esprester
- 1956:

Viererbob: 1. Rösch / Sylvester Wackerle / Alfred Hammer / J. Hummerl
- 1960:

Viererbob: 1. Rösch / Walter Haller / Hammer / Theodor Bauer
Weltmeisterschaften
- 1953:

Viererbob: 3. Rösch / Pössinger / Terne / Wackerle
- 1954:

Viererbob: 2. Rösch / Pössinger / Terne / Wackerle
- 1958: Viererbob: 1. Rösch / Hammer / Bauer / Haller
- 1960:

Viererbob: 2. Rösch / Hammer / Bauer / Alfred Kandbinder
Olympische Spiele
- 1956:

Zweierbob: 9. Rösch / Lorenz Nieberl
Viererbob: 6. Rösch / Nieberl / Pössinger / Wackerle